# Burns Verkaufen der Kraftwerk
Burns Verkaufen der Kraftwerk (France) ou Burns vend la centrale (Québec) (Burns Verkaufen der Kraftwerk) est le 11e épisode de la saison 3 de la série télévisée d'animation Les Simpson.

## Synopsis
M. Burns déprime car il n’a pas l’impression d’avoir fait tout ce qu’il aurait voulu faire dans sa vie. Au bar de Moe, Homer rencontre deux Allemands intéressés par le rachat de la centrale. Ils rencontrent M. Burns et lui proposent 100 millions de dollars, ce qu’il accepte. Mais ils ne vont pas se montrer aussi laxistes que Burns concernant le travail d’Homer qui va se faire renvoyer…